# Gettin’ That Guac
| Оценки критиков | Оценки критиков |
| Источник        | Оценка          |
| --------------- | --------------- |
| Allmusic        | [ 1 ]           |

Gettin' That Guac — двенадцатый студийный альбом американского рэпера Messy Marv, выпущенный под его псевдонимом MessCalen 1 августа 2006 года. В гостевом участии в альбоме присутствуют исполнители Redman, Selau, Killa Tay, Keak da Sneak, Click Clack Gang, Eddieboy, Slo-O и Ice-T.

## Список композиций
1. «Intro»
2. «I’m Wet»
3. «I’m A Hustla» (при участии Redman)
4. «Here I» (при участии Selau)
5. «Say That Again»
6. «M.O.B.» (при участии Killa Tay и 151)
7. «In A Scaper Makin' Paper» (при участии Keak da Sneak)
8. «Click Clackin'» (при участии Click Clack Gang)
9. «Military Thuggin'» (при участии Eddieboy и Slo-O)
10. «On Da' Corner» (при участии Ice-T)
11. «I’m A Pimp»
12. «I Drank, I Smoke»
13. «The Message»